# Григорович-Барский, Василий Григорьевич

Каир. Рисунок из рукописи В. Г. Григоровича-Барского. 1727—1728 гг.

Гробницы Авессалома и праведника Захарии в Иерусалиме. Рисунок из рукописи В. Г. Григоровича-Барского. 1728—1729 гг.

Васи́лий Григо́рьевич Григоро́вич-Ба́рский (укр. Василь Григорович Григорович-Барський; 1 (12) января 1701, Киев, Русское царство — 7(18) октября 1747, Киев, Российская империя) — паломник, путешественник, писатель, православный монах. Использовал следующие псевдонимы: Василий Барский, Василий Киевский, Василий Киево-Российский, Василий Рос, Василий Плака, Василий Плака-Альбов.
Родной брат известного киевского архитектора Ивана Григоровича-Барского.

## Биография
Родился в семье купца, торговца Григория Ивановича Григоровича, происходившего из подольского города Бар. Получил домашнее начальное образование, в 1715—1723 гг. студент Киево-Могилянской Академии. Учился одновременно с будущими писателями и государственными деятелями С. Тодорским, С. Кулябкой, М. Козачинским. В Академии прошел «малыя школы даже до риторики… и начал философии», то есть перейдя в 7 класс (всего в Академии было 8 классов). В июле 1723 г. вместе со своим приятелем Иустином Леницким, братом епископа Варлаама Леницкого, отправился во Львов (Речь Посполитая), потому что хотел вылечить свою больную ногу и «имел охоту видеть чужие страны». В начале 1724 года приятели поступили в иезуитскую коллегию под видом униатов. Когда обман раскрылся, приятелей исключили. Хотя исключение вскоре было отменено, благодаря вмешательству униатского митрополита Афанасия Шептицкого, возник план дальнейшего путешествия. В 1724 году путешественники через Словакию, Венгрию и Австрию направились в Италию с целью поклониться мощам Николая Мирликийского в городе Бари, посетив по пути Рим, Неаполь, Венецию, Болонью и Флоренцию.
В 1725 году, разлучившись с Леницким, отправился на Афон. Его сопровождал бывший архимандрит Тихвинского монастыря Рувим Гурский, доверенное лицо царевича Алексея Петровича, бежавший из России после начала следствия по делу сына Петра I. Не добравшись до Афона, Гурский умер.
В 1726—1728 годы странствовал по Палестине, посетил Иерусалим, Иордан, побывал на Мертвом море, затем направился в Каир, осмотрел Синайский монастырь и через Суэц, Дамиетту, Бейрут и Триполи добрался до Дамаска, а затем вновь отправился на Синай и в Палестину. Во время путешествия по Ливану, в 1728 году посетил Монастырь Илии Пророка в Эш-Шувейре. В 1729—1731 годы жил в Триполи, где изучал старо- и новогреческий язык и литературу, философию, логику, естественные науки, а во время каникул посетил Александрию, Кипр, Сим, Самос, Хиос, Патмос.
В 1734 году в Дамаске патриархом Антиохийским Сильвестром, пострижен в монашество с именем Василий и посвящен в иподиаконы. С октября 1734 по апрель 1735 года, по просьбе архиепископа Кипрского Филофея, преподавал на Кипре латинский язык в местной школе, жил на архиепископском подворье.
С 1736 по 1743 год жил на острове Патмос, где продолжал изучение языка, логики и метафизики и одновременно преподавал латинский язык в местном училище.
В 1743 году русский резидент в Константинополе А. А. Вешняков вызвал его в османскую столицу и предложил должность священника при посольской церкви и референта при дипломатической миссии, от чего Василий Григорович-Барский отказался, т.к. имел цель вернуться в Киев и преподавать греческий язык в Киево-Могилянской академии. В 1744 году он направился на Афон с целью изучения православных монастырей и их библиотек.
1744—1746 годы провел на Афоне, в Афинах и на о. Крит. Вернувшись в 1746 году в Константинополь, он не поладил с новым русским резидентом А. И. Неплюевым, обвинившим его в грекофильстве и предательстве национальных интересов. Опасаясь ареста и стремясь доказать несправедливость обвинений, тяжело больной, через Болгарию, Валахию и Польшу вернулся в Киев 2 сентября 1747 года, где спустя месяц скончался.
Образ его описан братом и помещен в предисловии к первому изданию его записок: «Портрета сего отца Василия нет, а приметами был он таков: возраста высокого, волосы на голове и бороде черные без всякия седины, лицем смугл, телом дороден, брови черные, высокие, большие и почти вместе сошедшиеся, глаза острые, карие, нос короткий; как одеянием, так и произношением речей и осанкою похож был на грека; почему и мать его родная по возвращении его в дом после 24 лет путешествия не могла и чрез час в разговорах узнать; в прочем был нрава веселаго и шутливаго, любопытен ко всяким наукам и художествам, а наипаче к рисованию, и имел еще с детских лет охоту видеть чужие страны, и что самым делом исполнил».
Похоронен в Киево-Братском монастыре.

## Творчество и научная деятельность
Работа Григоровича-Барского над путевыми записками началась в 1723 году и продолжалась до самой кончины писателя. Путешественник не успел завершить главный труд своей жизни и признавался: «Аще же сподобит мя возвратитися в Отечество, долженствую тогда весь „Путник“ совершенно направити». Современники, близко знавшие писателя, высоко ценили его историко-литературный труд. Игумен афонского монастыря Исайя утверждал, что «мандривник» Григорович-Барский изобразил христианский Восток «изряднее всех прежде его бывших историков», а игумен Кирилл сообщал, что киевский паломник описал «совершенно» и изобразил «истинно и неотменно сия, якоже некто же прежде его». С вниманием отнёсся к путевым заметкам А. А. Вешняков, сообщивший о нём и его трудах императрице Елизавете Петровне. После кончины паломника рукопись записок хранилась в доме матери, Марии Григорьевны, а затем младшего брата писателя И. Г. Григоровича, известного киевского архитектора, который понимал значение и ценность этого труда. Уже в это время записки Григоровича-Барского начали распространяться в списках, так как родственники паломника разрешали делать с них копии всем любителям душеполезного чтения.
Характеризуя жанр записок, сам автор назвал их «путешествием и историею разных мест», а себя «списателем» и «историком». Знакомясь с историческими достопримечательностями, древними городами, архитектурными памятниками, писатель приводил их подробное описание, ссылаясь не только на рассказы современников, но и на материалы исторических хроник, летописей, хронографов, работы античных и средневековых авторов. Наследие Барского состоит из связного повествования о странствованиях и отдельного тома несистематизированных материалов, куда входят листы с описанием отдельных объектов, письма родным, рисунки с комментариями на русском и греческом языках. В путевых заметках Барского упомянуто и описано множество византийских икон, в том числе знаменитых и почитаемых как чудотворные. Помимо них, он описывает и католические культовые образы, а также православные иконы, неожиданные по форме или способу почитания. Исторические взгляды Григоровича-Барского сформировались под воздействием просветительских концепций петровского времени. В воззрениях путешественника на историю столкнулись традиционные для Средневековья теологические концепции, идея провиденциализма и прагматическое осмысление истории, взгляд на историю как на хаотическое нагромождение событий. Паломник выступал за ответственность историка перед обществом, осуждал субъективизм, фальсификацию фактов и служение лицам.
Писатель интересовался как античной, так и современной историей. На Афоне он знакомился с содержанием монастырских архивов, в Александрии осмотрел «иглу Клеопатры» — монумент XV века до н. э. и с большой точностью срисовал иероглифическую надпись, подробно описал дамасскую мечеть. Григорович-Барский собрал большой материал о социально-политической, экономической и духовной жизни Западной Европы, Ближнего Востока, Северной Африки второй четверти XVIII века. По богатству материала, подробности и тщательности записок им нет равных в отечественном востоковедении и палестинологии. Н. Г. Чернышевский, давая оценку путевым записка Григоровича-Барского, писал, что на протяжении столетия они «пользовались нераздельным уважением любознательных и набожных читателей».
Марки почтовой службы горы Афон с рисунками Василия Григорович-Барского были выпущены в 2017 г.

## История издания книги Василия Григоровича-Барского
Впервые отрывок из книги В. Григоровича-Барского был опубликован Василием Рубаном в журнале "Парнасский щепетильник" в 1770 г.
В 1778 г. Василий Рубан по поручению графа Потемкина издал книгу в своей редакции под названием «Пешеходца Василия Григоровича-Барскаго-Плаки-Албова, уроженца Киевскаго, монаха антиохийскаго, Путешествие к святым местам, в Европе, Азии и Африке находящимся: предпринятое в 1723, и окончанное в 1747 году». 
На протяжении полувека переиздавалось издание В. Г. Рубана целиком или в отрывках, а в конце XIX века Николаем Барсуковым было подготовлено полное научное издание для Императорского Палестинского общества, озаглавленное «Странствования Василья Григоровича Барскаго по святым местам Востока с 1723 по 1747 г.» (Изд. 1885-1887 гг.).
В 1989 г. на Кипре вышло издание «Barsky's Cyprus revisited, 1726-1989», содержащее перевод на английский язык текста Василия Григоровича-Барского, посвященного Кипру. Его подготовили Ian Meadows и Ionia Evthyvoulou.
В постсоветской России было выпущено несколько репринтных изданий «Странствий», а в Украине в 2000 году выходит выполненный Петром Бiлоусом перевод книги на украинский язык «Мандри по святих місцях Сходу з 1723 по 1747 рік».
В 2009 г. в Греции вышло издание «Βασίλι Γκρηγκόροβιτς Μπάρσκι Τα ταξίδια του στο Άγιον Όρος: 1725-1726, 1744-1745 / Με τη φροντίδα και τα σχόλια του ακαδημαϊκού Παύλου Μυλωνά», содержащее перевод на греческий язык текста В. Григоровича-Барского о его путешествиях по Афону.
Во Франции в 2019 г. издан перевод на французский язык: Vassili GRIGOROVITCH-BARSKI. Pérégrinations (1723-1747) / Traduit du russe par Myriam Odayski.
В России в 2024-2025 г. представлены две части «Странствований» в переводе на современный русский язык, выполненном медиком Леонидом Булановым для российской официозной организации «Императорское Православное Палестинское общество».

## Рукописи
Н. П. Барсуков упоминает четыре известные ему рукописи книги "Странствий", включая авторскую (автограф). В настоящее время помимо этих четырех рукописей, из которых автограф представлен on-line на портале Национальной библиотеки Украины, известны еще две рукописи, представленные on-line:
1. Автограф В. Г. Григоровича-Барского. Номер в собрании Уварова — 700 (4-ка), бывший номер в собрании Царского — 601. В Национальной библиотеке Украины им. В.И Вернадского (г. Киев).  pdf 734 МБт. Имеет заглавие, написанное П. М. Строевым "Странствования монаха Василия Григоровича. Рукопись своеручная автора".
2. Список Археографической комиссии, написанный скорописью XVIII в. in fol. Озаглавлена "Сия книга глаголемая Путник".
3. Список Киевского Михайловского Златоверхого монастыря. Состоит из двух книг (4-ка). Писана скорописью.
4. Список Императорского Казанского университета. Две книги in fol. Озаглавлен рукою библиотекаря Кондырева "Пешеходца Василия Григоровича Барского Плаки Албова, уроженца Киевского, монаха Антиохийского, путешествие по Св. Местам, в Европе, Азии и Африке находящимся, предпринятое 1723 и оконченное 1747 года им самим писанное".
5. "Описание странствования Василия Григоровича Киевского от того же самого списанное. Которое начася 1723 совершися же 1747. Переписася мною Іосифом Василіевичем Гудимом в року 1750". 279 л. На портале Национальной библиотеки Украины им. Вернадского.
6. "Путешествие Василия Григоровича Барского Киевлянина". Ф. 299 (собрание Тихонравова), № 437. На обороте верхней крышки: №208. Савелья Осипова. Устав - 349 лл.; 1˚ (33,3 х 21,0) см. На портале Российской Государственной библиотеки.